# Sanshantou Dao
Sanshantou Dao (kinesiska: San-shan-t’ou, 三山头岛) är en ö i Kina. Den ligger i provinsen Zhejiang, i den östra delen av landet, omkring 230 kilometer sydost om provinshuvudstaden Hangzhou. Arean är 0,43 kvadratkilometer. Den sträcker sig 0,8 kilometer i nord-sydlig riktning, och 1,1 kilometer i öst-västlig riktning.
Genomsnittlig årsnederbörd är 2 085 millimeter. Den regnigaste månaden är augusti, med i genomsnitt 350 mm nederbörd, och den torraste är januari, med 67 mm nederbörd.